# Molly Hatchet
Molly Hatchet es una banda estadounidense de rock sureño formada en Jacksonville, Florida en 1975. Son mundialmente reconocidos por su mayor éxito "Flirtin' with Disaster" del álbum del mismo nombre. La banda, fundada por Dave Hlubek y Steve Holland, tomó su nombre de una supuesta prostituta que asesinaba a sus clientes decapitándolos y mutilándolos. Otros discos que lograron gran relevancia en su repertorio fueron Molly Hatchtet de 1978 y Beatin' the Odds de 1980, alcanzado certificaciones de platino.
Junto a Lynyrd Skynyrd, 38 Special y Blackfoot, Molly Hatchet logró consolidarse como una de las bandas más representativas del rock sureño de los Estados Unidos de América, convirtiéndose en uno de los principales referentes del género.

## Discografía

### Álbumes de estudio
| Año                                                                                           | Álbum                          | EE. UU. | RIAA          |
| --------------------------------------------------------------------------------------------- | ------------------------------ | ------- | ------------- |
| 1978                                                                                          | Molly Hatchet                  | 64      | Platino       |
| 1979                                                                                          | Flirtin' with Disaster         | 19      | Doble Platino |
| 1980                                                                                          | Beatin' the Odds               | 25      | Platino       |
| 1981                                                                                          | Take No Prisoners              | 36      | —             |
| 1983                                                                                          | No Guts...No Glory             | 59      | —             |
| 1984                                                                                          | The Deed Is Done               | 120     | —             |
| 1989                                                                                          | Lightning Strikes Twice        | —       | —             |
| 1996                                                                                          | Devil's Canyon                 | —       | —             |
| 1998                                                                                          | Silent Reign of Heroes         | —       | —             |
| 2000                                                                                          | Kingdom of XII                 | —       | —             |
| 2005                                                                                          | Warriors of the Rainbow Bridge | —       | —             |
| 2008                                                                                          | Southern Rock Masters          | —       | —             |
| 2010                                                                                          | Justice                        | —       | —             |
| "—" denota que el álbum no alcanzó a figurar en los charts, o no logró ninguna certificación. |                                |         |               |

### Álbumes en vivo
- Molly Hatchet Live E/P/A Series (1978)
- Double Trouble Live (1985) #130 US
- Live At The Agora Ballroom Atlanta Georgia (2000)
- Locked and Loaded (2003)
- Greatest Hits Live (2003)
- Live!: Extended Versions (2004)
- Flirtin' With Disaster Live (2007)

### Compilados
- Beatin the Odds E/P/A Series (1980)
- Greatest Hits (1985) (Gold)
- Cut to the Bone (1995)
- Revisited (1996)
- Super Hits (1998)
- 25th Anniversary: Best of Re-Recorded (2004)